# 760-й смешанный авиационный полк
760-й смешанный авиационный полк — воинское подразделение вооружённых СССР в Великой Отечественной войне.

## История
Сформирован 10.11.1942 в составе 26-й армии путём переформирования 760-го истребительного авиационного полка по штату 015/284.
В составе действующей армии с 10.11.1942 по 14.11.1944.
При формировании на вооружении полка состояли самолёты "Харрикейн", Р-40 "Киттихаук" и "Томагавк". На 01.06.1943 в полку было 6 самолётов "Киттихаук", из них два учебных. С июня 1943 года в полк стали поступать самолеты ЛаГГ-3. В 1943 году базировался на аэродромах Боярская, Подужемье и Беломорск.
Вёл боевые действия в Карелии и Заполярье, прикрывая район Мурманска и Кировскую железную дорогу, действовал в операциях по штурмовке вражеских объектов, например аэродрома в Тунгозеро. В основном полк придерживался оборонительной тактики, так, из имеющихся самолётов Р-40 к ноябрю 1944 года было потеряно всего 3.
На 01.01.1944 в полку было 12 Р-40 Е и 11 ЛаГГ-3. В феврале 1944 года полк был переформирован по штату 015/364 и переключён на прикрытие штурмовиков Ил-2.
В ходе Свирско-Петрозаводской операции в середине июля 1944 с самого начала операции прикрывал бомбардировщики Пе-2, ведущие бомбардировку в районе Видлицы, вёл успешные воздушные бои, осуществлял операции по блокированию финских аэродромов. Во время этой операции на вооружении полка появились самолёты Ла-5, однако продолжали использоваться и Р-40.
С 07 октября 1944 года по 29 октября 1944 года брал участие в Петсамо-Киркенесской операции, после которой в боях не участвовал.
С 17 ноября 1944 года по 06 февраля 1945 года личный состав полка проходил переучивание на самолете Ла-7.
С июля 1946 года по февраль 1947 года на вооружении полка состояли самолеты Як-9М.
Расформирован с 14 февраля по 18 марта 1947 года на основании Директивы ГШ ВС СССР № орг/1/461149 от 14 февраля 1947 года и приказа Командующего 14-й Воздушной Армией №004 от 24 февраля 1947 года.

## Полное наименование
- 760-й смешанный авиационный полк

## Подчинение
| Дата              | Фронт (округ)               | Армия                           | Корпус | Дивизия                                  | Примечания |
| ----------------- | --------------------------- | ------------------------------- | ------ | ---------------------------------------- | ---------- |
| 01.12.1942 года   | Карельский фронт            | 7-я воздушная армия             | -      | 259-я истребительная авиационная дивизия | -          |
| 01.01.1943 года   | Карельский фронт            | 7-я воздушная армия             | -      | 259-я истребительная авиационная дивизия | -          |
| 01.02.1943 года   | Карельский фронт            | 7-я воздушная армия             | -      | 259-я истребительная авиационная дивизия | -          |
| 01.03.1943 года   | Карельский фронт            | 7-я воздушная армия             | -      | 261-я смешанная авиационная дивизия      | -          |
| 01.04.1943 года   | Карельский фронт            | 7-я воздушная армия             | -      | 261-я смешанная авиационная дивизия      | -          |
| 01.05.1943 года   | Карельский фронт            | 7-я воздушная армия             | -      | 261-я смешанная авиационная дивизия      | -          |
| 01.06.1943 года   | Карельский фронт            | 7-я воздушная армия             | -      | 261-я смешанная авиационная дивизия      | -          |
| 01.07.1943 года   | Карельский фронт            | 7-я воздушная армия             | -      | 261-я смешанная авиационная дивизия      | -          |
| 01.08.1943 года   | Карельский фронт            | 7-я воздушная армия             | -      | 261-я смешанная авиационная дивизия      | -          |
| 01.09.1943 года   | Карельский фронт            | 7-я воздушная армия             | -      | 261-я смешанная авиационная дивизия      | -          |
| 01.10.1943 года   | Карельский фронт            | 7-я воздушная армия             | -      | 261-я смешанная авиационная дивизия      | -          |
| 01.11.1943 года   | Карельский фронт            | 7-я воздушная армия             | -      | 261-я смешанная авиационная дивизия      | -          |
| 01.12.1943 года   | Карельский фронт            | 7-я воздушная армия             | -      | 261-я смешанная авиационная дивизия      | -          |
| 01.01.1944 года   | Карельский фронт            | 7-я воздушная армия             | -      | 261-я смешанная авиационная дивизия      | -          |
| 01.02.1944 года   | Карельский фронт            | 7-я воздушная армия             | -      | 261-я смешанная авиационная дивизия      | -          |
| 01.03.1944 года   | Карельский фронт            | 7-я воздушная армия             | -      | 261-я смешанная авиационная дивизия      | -          |
| 01.04.1944 года   | Карельский фронт            | 7-я воздушная армия             | -      | 261-я смешанная авиационная дивизия      | -          |
| 01.05.1944 года   | Карельский фронт            | 7-я воздушная армия             | -      | 261-я смешанная авиационная дивизия      | -          |
| 01.06.1944 года   | Карельский фронт            | 7-я воздушная армия             | -      | 324-я истребительная авиационная дивизия | -          |
| 01.07.1944 года   | Карельский фронт            | 7-я воздушная армия             | -      | 324-я истребительная авиационная дивизия | -          |
| 01.08.1944 года   | Карельский фронт            | 7-я воздушная армия             | -      | 324-я истребительная авиационная дивизия | -          |
| 01.09.1944 года   | Карельский фронт            | 7-я воздушная армия             | -      | 257-я смешанная авиационная дивизия      | -          |
| 01.10.1944 года   | Карельский фронт            | 7-я воздушная армия             | -      | 257-я смешанная авиационная дивизия      | -          |
| 01.11.1944 года   | Карельский фронт            | 7-я воздушная армия             | -      | 257-я смешанная авиационная дивизия      | -          |
| 01.12.44-15.04.45 | -                           | 7-я воздушная армия Резерва ВГК | -      | 257-я истребительная авиационная дивизия |            |
| 15.04.45-27.05.46 | Московский военный округ    | ВВС Московского военного округа | -      | 257-я истребительная авиационная дивизия |            |
| 27.05.46-18.03.47 | Прикарпатский военный округ | 14-я воздушная армия            | -      | 331-я истребительная авиационная дивизия |            |

## Командиры
- Аникеев Евсей Михайлович, майор, подполковник 10.11.42-17.10.43
- Зыканов Иван Алексеевич, подполковник 17.10.43-18.05.44
- Голубничий Фёдор Фёдорович, майор, подполковник 18.05.44-03.45
- Рахманин Василий Сергеевич, майор, подполковник 03.45-30.01.46? (18.03.47)

## Военные комиссары-зам. командира по политической части
- Татьянкин Василий Степанович, батальонный комиссар 10.11.1942-06.1943
- Савчишкин Василий Васильевич, майор 06.1943-05.1945

## Воины полка
| Награда | Ф. И.О.                           | Должность                                              | Звание            | Дата награждения, номер медали | Примечания                                                                                      |
| ------- | --------------------------------- | ------------------------------------------------------ | ----------------- | ------------------------------ | ----------------------------------------------------------------------------------------------- |
| ГСС     | Королёв Василий Иванович          | Командир эскадрильи                                    | Капитан           | 22.02.1943 896                 | 388 боевых вылетов, 31 воздушных боев, лично сбил 2 самолёта и 12 в группе                      |
|         | Крупский, Виктор Иосифович        | Заместитель командира эскадрильи                       | Старший лейтенант | 22.02.1943 897                 | 330 боевых вылетов, 32 воздушных боёв, лично сбил 9 самолетов и 10 в группе                     |
|         | Кузнецов, Николай Александрович   | Помощник командира полка по воздушно-стрелковой службе | Майор             | 26.10.1944 4312                | более 500 боевых вылетов, 40 воздушных боёв, лично сбил 16 самолётов и 12 в группе              |
|         | Николаенков, Александр Игнатьевич | Заместитель командира эскадрильи                       | Старший лейтенант | 24.08.1943 1943                | 250 боевых вылетов, 30 воздушных боёв, лично сбил 10 самолётов и 23 в группе. Погиб 07.06.1943. |

## Итоги боевой деятельности 760 иап и 760 сап
(период: январь 1942-11.1944)
Боевых вылетов – 5890
Потери лётчиков – 38
Погибло в воздушных боях – 22
Не вернулось из боевого вылета – 5
Умерло от ранений – 2
Погибло в авиационных катастрофах – 9
Потери самолётов – 95
Сбито в воздушных боях – 33
Не вернулось из боевого вылета – 5
Разбито при вынужденных посадках в боевых вылетах – 12
Сбито зенитной артиллерией противника – 7
Разрушено в авиакатастрофах – 8
Разрушено в авариях – 15
Списано по износу – 15
Потери самолётов по типам:
Hurricane – 49
P-40 Tomahawk – 7
P-40 Kittyhawk – 7
ЛаГГ-3 – 14
Ла-5 – 14
Ла-7 – 2
Як-7 – 1
УТИ-16 – 1
Сбито самолётов противника – 137 (55-е место в рейтинге результативности истребительных авиационных полков)
Истребителей – 93
Бомбардировщиков – 44

## Благодарности
Приказом ВГК №114 от 24 июня 1944 года за форсирование реки Свирь.
Приказом ВГК №197 от 15 октября 1944 года за овладение городом Петсамо (Печенга).
Приказом ВГК №202 от 23 октября 1944 года за освобождение района Никель, Ахмалахти, Сальмиярви.
Приказом ВГК №205 от 25 октября 1944 года за овладение городом Киркенес.
Приказом ВГК №208 от 1 ноября 1944 года за освобождение Печенгской области.

## Базирование
? (Карелия)           11.42-01.43
Боярская               01.01-02.03.43
Подужемье            01.01-02.03.43
Беломорск             01.01-02.03.43
Ням-Озеро
Чупа
Белое Море
Мурмаши
Лоухи-13 (х-н 1/0)  01.01-02.03.43
Онега (к-к 0/1)        01.01-02.03.43
Алакуртти
Шонгуй
Выползово             06.02.45-?